# Dallas Long
Dallas Crutcher Long (ur. 13 czerwca 1940 w Pine Bluff, zm. 10 listopada 2024 w Whitefish) – amerykański lekkoatleta, kulomiot. Dwukrotny medalista olimpijski.

## Przebieg kariery
Long był czołowym kulomiotem świata końca lat 50. XX wieku i pierwszej połowy następnej dekady. Studiował na University of Southern California. Jego najgroźniejszymi rywalami byli rodacy: Parry O’Brien i Bill Nieder. Przegrał z nimi na igrzyskach olimpijskich w 1960 w Rzymie i zajął trzecie miejsce.
Siedmiokrotnie bił rekord świata, doprowadzając go do poziomu 20,68 m. Na igrzyskach olimpijskich w 1964 w Tokio nie miał sobie równych. Wyprzedził kolejnego znakomitego amerykańskiego kulomiota, Randy’ego Matsona.
W 1959 roku wywalczył srebrny medal igrzysk panamerykańskich.
Był mistrzem Stanów Zjednoczonych w 1961, a także akademickim mistrzem USA (NCAA) w latach 1960-1962. Z wykształcenia był dentystą.

## Rekordy życiowe
źródło:
- pchnięcie kulą – 20,68 m (1964)
- rzut dyskiem – 52,50 m (1961)